# Kardelen
Kardelen ist ein Dorf (Köy) im Landkreis Hozat der türkischen Provinz Tunceli. Im Jahr 2011 zählte Kardelen 63 Einwohner. Der frühere Name des Dorfes war Tauq (Tavuk). Erst seit 2004 heißt es Kardelen. 
Es handelt sich um ein Dorf, das von Zaza und Aleviten bewohnt wird. Provinzhauptstadt Tunceli liegt 50 km und die Stadt Hozat 6 km entfernt.
Das Dorf liegt im Bereich des kontinentalen Klimas. Die Wirtschaft basiert auf Landwirtschaft und Viehzucht.
| Bevölkerungsentwicklung | Bevölkerungsentwicklung                |
| ----------------------- | -------------------------------------- |
| 2009                    | 51 Personen stimmten bei den Wahlen ab |
| 2000                    | 21                                     |
| 1997                    | 49                                     |